# Spirits of the Western Sky
Spirits of the Western Sky è il quinto disco solista di Justin Hayward, chitarrista e voce del gruppo rock inglese dei Moody Blues, pubblicato nel 2013.

## Il disco
L'album è stato registrato a Genova, Italia e a Nashville, USA. Spirits of the Western Sky è il primo album solista di Justin Hayward dal 1996. Il chitarrista dei Moody Blues si spinge verso nuovi territori musicali, tra cui il country ed il bluegrass, in brani come What You resist persist, Broken Dream, cover tratta dal proprio album solista The View from the Hill, e It's cold outside of your heart, cover tratta dall'album The Present dei Moody Blues del 1983.
L'orchestrazione dell'album è di Anne Dudley, una compositrice e musicista pop inglese, che ha lavorato nell'ambito del genere classico e del pop rock, ed è più nota per essere una dei membri principali della band synthpop Art of Noise e come compositrice cinematografica.
Nel disco è presente il brano On The Road to Love, scritto da Justin Hayward con Kenny Loggins, composto mentre erano entrambi in tour ed ospiti presso lo stesso albergo. Kenny Loggins suona e canta nello stesso brano.

## Tracce
1. In Your Blue Eyes – 4:10 - (Justin Hayward)
2. One Day, Someday – 4:27 - (Justin Hayward)
3. The Western Sky – 6:56 - (Justin Hayward)
4. The Eastern Sun – 4:15 - (Justin Hayward)
5. On The Road To Love – 3:36 - (Justin Hayward/Kenny Loggins)
6. Lazy Afternoon – 3:56 - (Justin Hayward)
7. In The Beginning – 3:41 - (Justin Hayward)
8. It's Cold Outside Of Your Heart – 4:03 - (Justin Hayward)
9. What You Resist Persists – 4:34 - (Justin Hayward)
10. Broken Dream – 5:56 - (Justin Hayward)
11. Captivated By You – 3:54 - (Justin Hayward)
12. One Day, Someday (Alternate, Extended Version) – 6:19 - (Justin Hayward)
13. Rising – 0:23 - (Justin Hayward)
14. Out There Somewhere – 2:46 - (Justin Hayward/Carl Ryden/Peo Haggstrom)
15. Out There Somewhere (Raul Rincon Remix) – 8:19 - (Justin Hayward/Carl Ryden/Peo Haggstrom)

## Formazione
- Justin Hayward: chitarra, tastiera, programmazione, voce
- Lele Melotti: batteria, percussioni
- Paolo Costa: basso
- Frederic Arturi: tastiera, pre-produzione
- Alberto Parodi: programming, ingegnere del suono, mixaggio
- Carl Ryden: tastiera, produzione, arrangiamenti in Out There Somewhere
- Peo Haggstrom: tastiera, produzione, arrangiamenti in Out There Somewhere
- David Harvey: mandolino, mandola, mandoloncello
- Andy Hall: dobro
- Tim May: chitarra
- Andy Todd: basso
- Barry Crabtree: banjo
- Alison Brown: banjo
- Glen Duncan: violino country
- Kenny Loggins: chitarra, cori in On The Road to Love
- Tracey Ackerman: cori
- Jill Crabtree: cori
- Jan Harvey: cori
- Pat Mitchell: cori
- Anne Dudley: arrangiamenti orchestrali in One Day, Someday e The Eastern Sun